# 关乃佳
关乃佳（1956年—），女，满族，中国催化化学家、材料化学家，中国化学会会士，曾任南开大学副校长、教授、博士生导师。